# Lijst van steden in Australië
In Australië zijn diverse soorten steden:

## Hoofdstad
- Canberra

## Grote steden
- Sydney
- Melbourne

## Alfabetische lijst steden in Australië

### A
- Adelaide
- Alice Springs

### B
- Bendigo
- Brisbane
- Bundaberg

### C
- Cairns
- Canberra
- Carnarvon

### D
- Darwin

### F
- Fremantle

### G
- Gold Coast

### H
- Hobart

### K
- Katherine

### M
- Melbourne
- Muswellbrook

### N
- Newcastle

### P
- Palmerston
- Perth

### S
- Sydney

### T
- Toowoomba
- Townsville

### W
- Wollongong